# 孔多塞
孔多塞（法語：Condorcet，法語發音：[kɔ̃dɔʁsɛ]）是法国德龙省的一个市镇，属于尼永斯区。孔多塞侯爵的头衔即得名于此。

## 地理
孔多塞（44°24'28"N, 5°12'1"E）面积22.44 平方千米，位于法国奥弗涅-罗讷-阿尔卑斯大区德龙省，该省份为法国东南部内陆省份，北起顺时针与伊泽尔省、上阿尔卑斯省、上普罗旺斯阿尔卑斯省、沃克吕兹省和阿尔代什省接壤。
与孔多塞接壤的市镇（或旧市镇、城区）包括：圣费雷奥勒-特朗特帕、欧布尔、埃罗勒、莱皮耶、泰西耶尔。

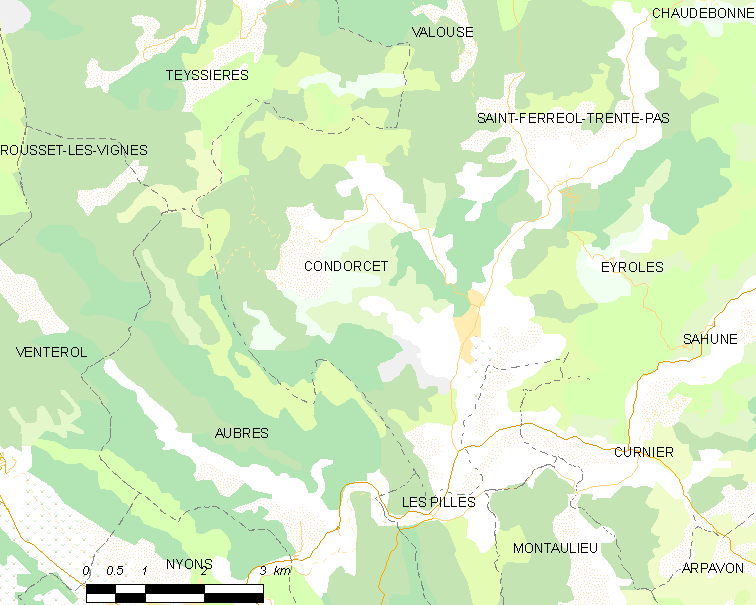
孔多塞的OSM定位图

孔多塞的时区为UTC+01:00、UTC+02:00（夏令时）。

## 行政
孔多塞的邮政编码为26110，INSEE市镇编码为26103。

## 政治
孔多塞所属的省级选区为尼永斯-巴罗尼县。

## 人口

1962-2008年间孔多塞人口变化图示

孔多塞于2022年1月1日时的人口数量为506人。